# HBA (企業)
株式会社HBA（えいちびーえー、英称:HBA Corporation）は、北海道札幌市中央区に本社を置く情報処理サービス事業者、システムインテグレーター。

## 概要
社団法人情報サービス産業協会理事。また、特定システムオペレーション企業等認定企業（2009年現在、経済産業省北海道経済産業局所管内で唯一の認定企業等である）。
主要な事業内容は、システムインテグレーション事業、アウトソーシング事業（コンピュータによる情報処理の受託やコンピュータシステムの管理および運用サービスなど）、および受託ソフトウェアの開発事業。
設立当初の商号は「北海道ビジネスオートメーション株式会社」。非上場。

## 略歴
- 1964年4月 - 北海道ビジネスオートメーション株式会社として設立
- 1973年9月 - 本社ビル（緑苑ビル[4]）竣工
- 1976年4月 - 東京営業所開設（1982年8月 東京支社に昇格）
- 2004年7月 - 株式会社HBAに社名変更
- 2007年6月 - 新本社ビル[5]竣工
- 2011年4月 - 関西ソリューションセンター開設
- 2014年5月 - HBA(Thailand)Co.,Ltd.設立[6]
- 2014年7月 - 創立50周年
- 2017年12月 - 山梨ソリューションセンター開設
- 2023年4月 - 品川コラボレーションオフィス開設
- 2024年5月 - 創立60周年記念楽曲（シェア/GLAY）採用企業CM全国放映

## その他
- 札幌交響楽団などによる演奏会（HBAサマークラシックコンサート）を例年夏に開催（地場の顧客等に対する招待制）。
- 2019年8月現在、キーウェアソリューションズ株式会社（東証スタンダード：3799）の筆頭株主である[7]。